# Trichocoronis
Trichocoronis es un género de plantas acuáticas de la familia Asteraceae. Comprende 5 especies descritas y de estas, solo 3 aceptadas.  Es originario de Estados Unidos.

## Descripción
Las plantas de este género sólo tienen disco (sin rayos florales) y los pétalos son de color blanco, ligeramente amarillento blanco, rosa o morado (nunca de un completo color amarillo).

## Taxonomía
El género fue descrito por Asa Gray y publicado en Memoirs of the American Academy of Arts and Science, new series 4(1): 65–66. 1849. La especie tipo es: Trichocoronis wrightii (Torr. & A.Gray) A.Gray	

## Especiesaceptadas
A continuación se brinda un listado de las especies del género Trichocoronis aceptadas hasta junio de 2012, ordenadas alfabéticamente. Para cada una se indica el nombre binomial seguido del autor, abreviado según las convenciones y usos.
- Trichocoronis rivularis A.Gray
- Trichocoronis sessilifolia (S.Schauer) B.L.Rob.
- Trichocoronis wrightii (Torr. & A.Gray) A.Gray